# Malaccamax
Malaccamax (укр. Малаккамакс) — термін корабельної архітектури, що позначає судно найбільшого тоннажу, здатне пройти через Малакський пролив, який є глибиною в 25 м. Балкери і супертанкери були побудовані з урахуванням цього тоннажу, і цей термін обраний для дуже великих перевізників сирої нафти (VLCC). Вони можуть транспортувати нафту з Аравії в Китай. Типовий танкер Malaccamax може мати максимальну довжину 333 м (1 093 фут), ширина 60 м (197 фут), осадка 20,5 м (67,3 фут) і вантажопідйомність 300 000 тонн.
Аналогічні терміни Panamax, Suezmax і Seawaymax використовуються для найбільших суден, здатних проходити через Панамський канал, Суецький канал і морський шлях Святого Лаврентія відповідно. Танкери Aframax - це танкери дедвейтом від 80 000 до 120 000 тонн.

## Проблеми

Порівняння Malaccamax з іншими розмірами суден

Деякі судна Chinamax, більшість суден Capesize і дуже великі танкери не можуть пройти цю протоку. Кораблі, класу як Suezmax і Neopanamax, можуть пройти. Будь-який корабель після Малакамакса має використовувати ще довший альтернативний маршрут, оскільки традиційні морські шляхи, такі як Зондська протока, між індонезійськими островами Ява і Суматра, стануть занадто мілкими для великих кораблів. Тому знадобляться інші маршрути:
- Протока Ломбок[en] (250 м), поріг Деваканг (680 м)[4], протока Макассар, потім або на схід повз Мінданао в Філіппінське море, або на північ через протоку Сібуту[en] і протоку Міндоро[en]
- Протока Омбай, море Банда, протока Ліфаматола (1 940 м (6 360 фут)[5]) між островами Сула і  Обі і Молуккським морем
- навколо Австралії

Штучно прокладені нові маршрути також можуть бути:
- поглиблення Малаккської протоки, особливо на її мінімальній глибині в Сінгапурській протоці,
- пропонований канал Кра, який, однак, зажадав би набагато більше поглиблень.

## Дивіться також
- Розміри вантажних суден: Handymax, Panamax, Suezmax, Capesize